# 1219

## Události
- 30. listopadu – svatba kastilského krále Ferdinanda III. a Alžběty Štaufské
- první zmínka o městě Benešov.
- Konec obléhání Damietty počas 5. křižácké výpravy

## Narození
- Kryštof I., dánský král († 29. května 1259)

## Úmrtí
- 14. května – Vilém Maréchal, anglický rytíř a regent, učitel, vychovatel a poručník Jindřicha III. (* 1145?)
- Jolanda Flanderská, namurská markraběnka, latinská císařovna a regentka (* 1175)

## Hlava státu
- České království – Přemysl Otakar I.
- Svatá říše římská – Fridrich II.
- Papež – Honorius III.
- Anglické království – Jindřich III. Plantagenet
- Francouzské království – Filip II. August
- Polské knížectví – Lešek I. Bílý
- Uherské království – Ondřej II.
- Latinské císařství – Jolanda – Robert I.
- Nikájské císařství – Theodoros I. Laskaris